# Nematopalaemon karnafuliensis
Nematopalaemon karnafuliensis is een garnalensoort uit de familie van de Palaemonidae. De wetenschappelijke naam van de soort is voor het eerst geldig gepubliceerd in 1980 door Ali Azam Khan, Fincham & Mahmood.